# Floris Berthout

Wapen van de familie Berthout

Floris Berthout (gestorven 1331), ook Florent Berthout, was heer van Mechelen en van Berlaar, hij nam enige tijd als regent voor hertog Jan III van Brabant het bestuur van diens leengebieden waar, samen met de graven Lodewijk van Évreux en Gerard V van Gulik (Frans: Gérard de Juliers).
Floris was de derde zoon van Wouter VI Berthout en Maria van Auvergne. Na overlijden van zijn oudere broer Wouter VII Berthout in 1288 en zijn neven Jan Berthout in 1304 en Gillis Berthout in 1310, werd hij de nieuwe heer van Mechelen. Net als zijn voorgangers was hij verwikkeld in de machtsstrijd over de heerlijkheid Mechelen tussen de Berthouts, de prins-bisschop van Luik en de hertog van Brabant. In 1316 verpandde Adolf van der Mark, prins-bisschop van Luik en leenheer van de stad, Mechelen aan graaf Willem II van Henegouwen. Die stelde op zijn beurt de inmiddels meerderjarige hertog Jan III van Brabant aan als voogd van Mechelen. Floris Berthout zag zich gedwongen af te zien van verdere aanspraken op Mechelen en was zo de laatste Berthout die heer van Mechelen was.

## Huwelijk
Floris Berthout trouwde met Mathilde van der Mark (gestorven 1331) en zij kregen een dochter, Sofia Berthout, die in 1311 trouwde met Reinoud II van Gelre.